# زنبق زعفرانی
زنبق زعفرانی (نام علمی: Iris crocea) نام یک گونه از سرده زنبق است.